# جونينيو أغويار
لايركيور جوزي أغويار كافاليرو جونيور المعروف باسم جونينيو، (29 يوليو 1987 في البرازيل - )؛ لاعب كرة قدم برازيلي يلعب في مركز صانع الألعاب.

## مسيرة اللاعب
لعب مع نادي كورومبايينسي وكلوب ديسترويرس ونادي إيبيتانغا ونادي بارانا ونادي اسبورتيفو نوفا اسبيرانزا ونادي كاشياس دو سول ونادي سيتي دي سيتيمبرو ونادي بوتافوغو اس بي ونادي ميراسول ونادي ريو فيردي ونادي الجيل ونادي الرياض ونادي كامبوريو ونادي المجزل ونادي ريال سانتا كروز ونادي كوستاريكا ونادي الروضة.

## روابط خارجية
- جونينيو أغويار على موقع قاعدة بيانات كرة القدم.إي يو (الإنجليزية)
- جونينيو أغويار على موقع Soccerway.com (الإنجليزية)